# Robert Eich
Wilhelm Robert Eich (* 4. Februar 1828 in Dresden; † nach 1883) war ein deutscher Fotograf und Architekturmaler.

## Leben

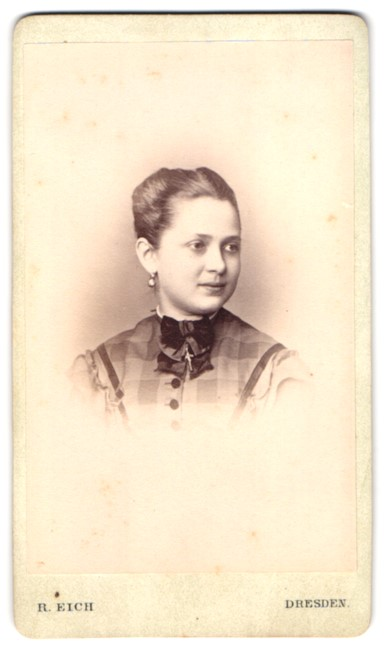
Porträtfotografie einer Dame

Pracht-Album der Dresdner Gallerie in Photographien, Einband (1860er Jahre)

Eich, Sohn des Federhändlers Anton Eich, studierte um 1848 an der Kunstakademie Dresden. Am 22. Oktober 1851 schrieb er sich im Alter von 23 Jahren zum Studium der Malerei an der Königlichen Akademie der Bildenden Künste in München ein. Spätestens 1856 lebte er als Porträtmaler wieder in Dresden. In den 1860er und 1870er Jahren betrieb er auf der Prager Straße in Dresden als Porträtfotograf ein Atelier. Persönlichkeiten der gehobenen Gesellschaft zählten zu seinen Kunden. 1869 gehörte er zu den Gründungsmitgliedern der von Hermann Krone geleiteten Photographischen Gesellschaft zu Dresden. In dieser Zeit gab er ein Pracht-Album der Dresdner Gallerie in Photographien heraus.
Auf verschiedenen Ausstellungen wurden seine fotografischen Arbeiten ausgezeichnet. Eine Bronzemedaille errang er 1868 auf der 3. deutschen photographischen Ausstellung in Hamburg. Eine Bronzemedaille verlieh man ihm auch auf der „Photographischen Ausstellung“ der 1871 abgehaltenen Industrie- und Gewerbeausstellung zu Dresden. Auf der Weltausstellung 1873 in Wien erhielt er für seine Porträts und Genremotive eine der Medaillen „für guten Geschmack“.
Als Maler lebte er sodann in München, Düsseldorf und Italien. In Rom, wo er in Kreisen des Deutschen Künstlervereins verkehrte, war er 1874/1875 greifbar. Akademie-Ausstellungen in Düsseldorf und Dresden beschickte er in den frühen 1880er Jahren mit Architektur-Veduten aus Rom und Sizilien (Taormina).